# Dolní Hbity
Dolní Hbity – wieś i gmina w Czechach, w powiecie Przybram, w kraju środkowoczeskim. 1 stycznia 2014 liczyła 873 mieszkańców.